# بوب هانا
بوب هانا (بالإنجليزية: Bob Hannah)‏ هو متسابق دراجات نارية أمريكي، ولد في 26 سبتمبر 1956 في لانكستر في الولايات المتحدة.